# سامي أوسماك
سامي أوسماكاك (28 ديسمبر 1986) شاب ألباني أمريكي تم إدانته من قبل هيئة المحلفين في 10 يونيو 2014، بتهمه التخطيط لهجمات إرهابية في تامبا بولاية فلوريدا بعد محاكمة جنائية في محكمة المقاطعة الأمريكية.